# Meister von Avila

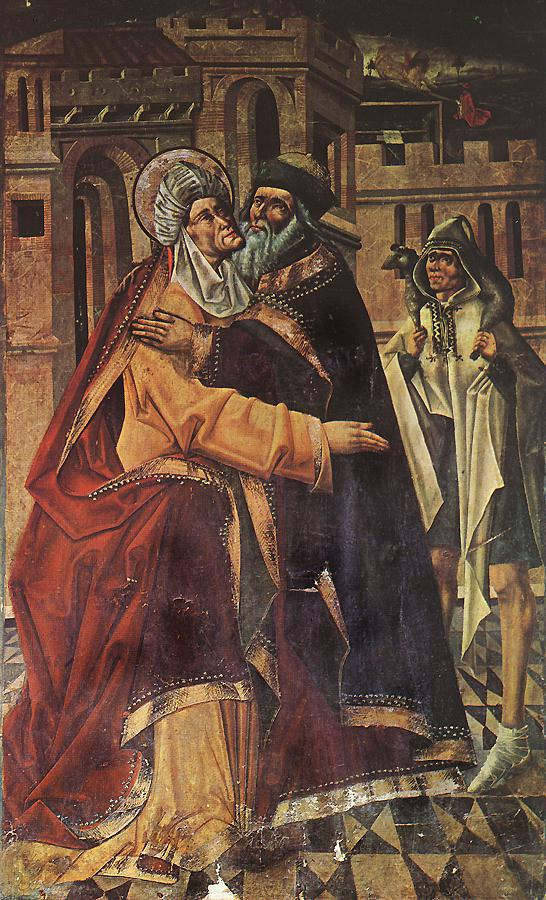
Meister von Avila:Talelbild, Basilica San Vicente, Avila, um 1470

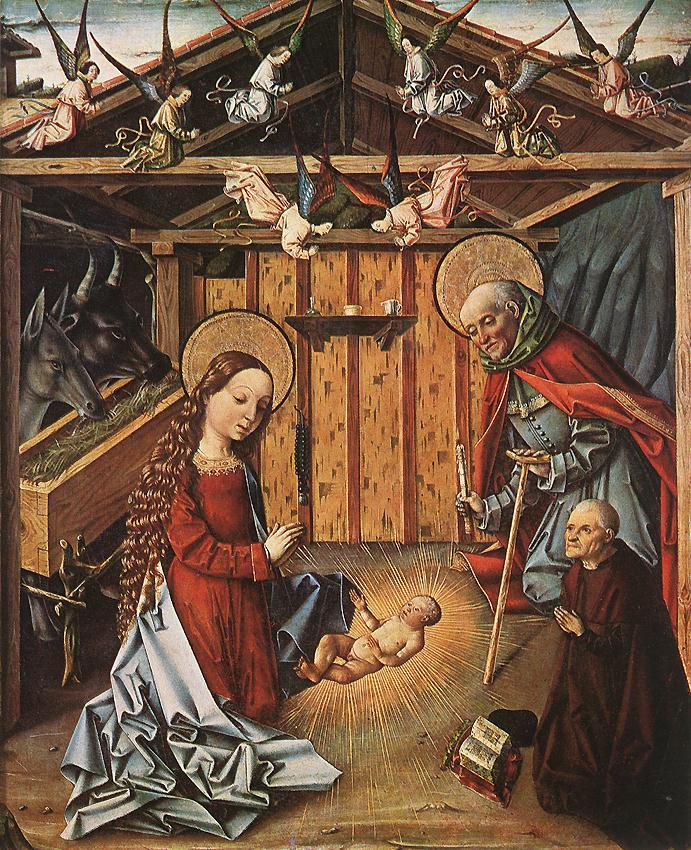
Mittelteil des Triptychons, zwischen 1464 und 1476

Als Meister von Avila (span. Maestro de Ávila) wird ein spanisch-kastilischer Maler bezeichnet, der nach 1470 in der Stadt Avila im damaligen Königreich Kastilien tätig war. Der namentlich nicht bekannte Künstler erhielt seinen Notnamen nach seinem kleinformatigen Triptychon, das die Geburt Christi und die Anbetung der Hirten und der Heiligen Drei Könige darstellt. Das Werk stammt aus einem Konvent der Stadt Avila und findet sich heute im Museo Lázaro Galdiano in Madrid (Inv. Nr. 2910). Um dieses Werk wurden dem Meister einige weitere Gemälde zugeordnet, die er beispielsweise für die Kirche der heute zu der Provinz Kastilien-León gehörenden Stadt sowie andere Auftraggeber aus der Region geschaffen haben soll.
Zu Lebzeiten des Meisters von Avila war das heutige Spanien noch in unabhängige Provinzen unterteilt. Der Meister selbst gehört zu einer eigenständigen kastilischen Malrichtung, die aber auch von den stilistischen Entwicklungen des mit Spanien verbundenen Königreichs Neapel in Italien beeinflusst wurde. Des Weiteren sind die wichtigeren stilistischen Einflüsse niederländischer Maler aus Brabant und Flandern erkennbar, die unter anderem auch in Beziehung zur spanischen Region standen. So sind beim Meister von Avila Anklänge beispielsweise an Roger van der Weyden oder an den  Meister von Flémalle zu finden. Auch wenn der Stil des Meisters von Avila zur Frührenaissance und der Übergangsphase zwischen der Gotik und der Renaissance in Kastilien gerechnet werden kann, so ist er trotzdem noch eher einer spätmittelalterlichen traditionelleren Ikonographie verpflichtet.
Die Werke des Meisters von Avila zeigen, dass seine Auftraggeber wie Kirche oder Umfeld des Hauses Álvarez de Toledo in Ávila wohl noch wenig Interesse an Neuerungen der in Italien schon blühenden Kunst der Hochrenaissance zeigten. Dort wurde beispielsweise  eine neue Richtung in der Malerei durch die Medici oder das Papsttum gefördert, während sich auf der Iberischen Halbinsel erst langsam das mittelalterliche Kunstverstehen zu ändern begann. Dennoch kann vermutet werden, dass der Meister von Avila mit Werken bedeutender Maler einer spanischen Renaissance wie Fernando Gallego (1440–1507) vertraut war oder auch mit dem spanischen Maler Pedro Berruguete (1455–1504), der um 1480 nach Tätigkeit in Italien nach Spanien zurückkehrte und auch in Avila arbeitete.
Es wurde vorgeschlagen, dass es sich beim Meister von Avila um den Maler García del Barco handelt, dessen Arbeit für die Kathedrale von Avila zwischen 1465 und 1476 nachweisbar ist.
Neben dem namensgebenden Werk des Triptychons aus Avila werden dem Meister vom Avila beispielsweise Altarbilder in der Kathedrale und anderen Kirchen in Avila zugeschrieben sowie weiter ein Triptychon im Museum von Vittoria in Spanien oder eine Kreuzigungsszene im Prado in Madrid.
Ein besonderes Merkmal seines Stils ist die Verwendung kalter Farben. So wirken im Mittelteil des Triptychons Ochs und Esel wie metallene Plastiken. Kopfbedeckungen, Halskrausen, Faltenwürfe der Mäntel und Flügel der Engel sehen wie gefaltetes Blech aus.